# Stambolijski (Bulgaria)
Stambolijski (in bulgaro Стамболийски?) è un comune bulgaro situato nella Regione di Plovdiv di 23 311 abitanti (dati 2009). La sede comunale è nella località omonima.

## Località
Il comune è formato dall'insieme delle seguenti località:
- Stambolijski (sede comunale)
- Joakim Gruevo
- Kurtovo Konare
- Novo selo
- Trivodici